# Saltos ornamentais no Campeonato Mundial de Esportes Aquáticos de 2015 - Plataforma 10 m individual feminino
A prova da plataforma 10 m individual feminino dos saltos ornamentais no Campeonato Mundial de Esportes Aquáticos de 2015 foi realizada entre os dias 29 de julho e 30 de julho em Cazã na Rússia.

## Calendário
| Fase       | Data        |
| ---------- | ----------- |
| Preliminar | 29 de julho |
| Semifinal  | 29 de julho |
| Final      | 30 de julho |

## Medalhistas
| Ouro                | Prata          | Bronze                 |
| Kim Kuk-hyang (PRK) | Ren Qian (CHN) | Pandelela Rinong (MAS) |

## Resultados
Esses foram os resultados da competição.
| Pos.              | Saltadora           | Nacionalidade   | Preliminar | Preliminar | Semifinal | Semifinal | Final  | Final |
| Pos.              | Saltadora           | Nacionalidade   | Pontos     | Pos.       | Pontos    | Pos       | Pontos | Pos   |
| ----------------- | ------------------- | --------------- | ---------- | ---------- | --------- | --------- | ------ | ----- |
| Medalha de ouro   | Kim Kuk-hyang       | Coreia do Norte | 332.95     | 7          | 379.90    | 3         | 397.05 | 1     |
| Medalha de prata  | Ren Qian            | China           | 411.40     | 1          | 423.15    | 1         | 388.00 | 2     |
| Medalha de bronze | Pandelela Rinong    | Malásia         | 363.55     | 3          | 338.10    | 8         | 385.05 | 3     |
| 4                 | Si Yajie            | China           | 377.75     | 2          | 395.75    | 2         | 384.40 | 4     |
| 5                 | Melissa Wu          | Austrália       | 320.80     | 11         | 324.30    | 11        | 364.20 | 5     |
| 6                 | Amy Cozad           | Estados Unidos  | 345.00     | 5          | 345.40    | 6         | 361.95 | 6     |
| 7                 | Meaghan Benfeito    | Canadá          | 312.75     | 15         | 320.75    | 12        | 343.80 | 7     |
| 8                 | Tonia Couch         | Reino Unido     | 328.70     | 9          | 339.70    | 7         | 340.30 | 8     |
| 9                 | Laura Marino        | França          | 332.80     | 8          | 349.50    | 4         | 331.20 | 9     |
| 10                | Song Nam-hyang      | Coreia do Norte | 312.65     | 16         | 346.55    | 5         | 315.85 | 10    |
| 11                | Yulia Prokopchuk    | Ucrânia         | 320.40     | 12         | 337.05    | 9         | 305.90 | 11    |
| 12                | Noemi Batki         | Itália          | 314.40     | 14         | 331.60    | 10        | 255.00 | 12    |
| 13                | Roseline Filion     | Canadá          | 318.60     | 13         | 318.05    | 13        |        |       |
| 14                | Nur Dhabitah Sabri  | Malásia         | 307.15     | 18         | 316.40    | 14        |        |       |
| 15                | Yulia Timoshinina   | Rússia          | 327.95     | 10         | 310.25    | 15        |        |       |
| 16                | Minami Itahashi     | Japão           | 344.65     | 6          | 305.30    | 16        |        |       |
| 17                | Paola Espinosa      | México          | 354.90     | 4          | 285.65    | 17        |        |       |
| 18                | Sarah Barrow        | Reino Unido     | 308.90     | 17         | 283.10    | 18        |        |       |
| 19                | Mara Aiacoboae      | Roménia         | 306.50     | 19         |           |           |        |       |
| 20                | Hanna Krasnoshlyk   | Ucrânia         | 305.15     | 20         |           |           |        |       |
| 21                | Jessica Parratto    | Estados Unidos  | 301.85     | 21         |           |           |        |       |
| 22                | Giovanna Pedroso    | Brasil          | 301.40     | 22         |           |           |        |       |
| 23                | Ekaterina Petukhova | Rússia          | 301.10     | 23         |           |           |        |       |
| 24                | Kim Su-ji           | Coreia do Sul   | 295.00     | 24         |           |           |        |       |
| 24                | Maria Kurjo         | Alemanha        | 295.00     | 24         |           |           |        |       |
| 24                | Elena Wassen        | Alemanha        | 295.00     | 24         |           |           |        |       |
| 27                | Ingrid Oliveira     | Brasil          | 291.95     | 27         |           |           |        |       |
| 28                | Celine van Duijn    | Países Baixos   | 287.25     | 28         |           |           |        |       |
| 29                | Maha Abdelsalam     | Egito           | 280.75     | 29         |           |           |        |       |
| 30                | Villő Kormos        | Hungria         | 269.80     | 30         |           |           |        |       |
| 31                | Nana Sasaki         | Japão           | 255.10     | 31         |           |           |        |       |
| 32                | Ko Eun-ji           | Coreia do Sul   | 255.00     | 32         |           |           |        |       |
| 33                | Alejandra Estrella  | México          | 247.30     | 33         |           |           |        |       |
| 34                | Jaimee Gundry       | África do Sul   | 245.60     | 34         |           |           |        |       |
| 35                | Sara Pérez          | Colômbia        | 233.25     | 35         |           |           |        |       |
| 36                | Zsófia Reisinger    | Hungria         | 228.90     | 36         |           |           |        |       |
| 37                | Lim Shen-Yan Freida | Singapura       | 191.05     | 37         |           |           |        |       |